# Jaynet Kabila
Jaynet Désirée Kabila Kyungu (Hewa Bora, 4 de junho de 1971) é uma política e empresária da República Democrática do Congo. Tornou-se membro da Assembleia Nacional por Tanganhica a partir de fevereiro de 2012, na sequência das eleições parlamentares de 2011. 
Nascida em Hewa Bora, no estado secessionista de Maquis de Fizi, territórios atualmente parte do Quivu do Sul, na República Democrática do Congo, é filha de Laurent-Désiré Kabila, ex-presidente da República Democrática do Congo, e irmã gêmea de Joseph Kabila, também ex-presidente do país. Tem como irmão também a Zoé Kabila.
Jaynet foi uma das personalidades mencionadas nos Panama Papers.